# Альянса Насьйонал
Футебул Клуб Альянса Насьйонал або просто Альянса Насьйонал (порт. Futebol Club Aliança Nacional) — професіональний футбольний клуб з міста Пантуфу на острові Сан-Томе, в Сан-Томе і Принсіпі.

## Історія
У 1994 році клуб програв у фіналі національного Кубку клубу Спортінг (Прая Круж), а два роки по тому переміг у фіналі національного Кубку. Клуб ніколи не ставав чемпіоном острову або володарем Кубку острова. У 2001 році «Альянса Насьйонал» виграв свою групу у другому дивізіоні Чемпіонату острова та вийшов до першого. Через кілька років клуб вилетів до другого дивізіону, де провів декілька років після того команда повернулася до вищого дивізіону та посіла 12-те місце в сезоні 2009/10 та вилетіла до другого дивізіону, 2014 року клуб переміг у другому дивізіоні і зараз виступає у вищому дивізіоні чемпіонату острова.

## Досягнення
- Кубок Сан-Томе і Принсіпі: 1 перемога

переможець — 1996
фіналіст — 1994

## Статистика виступів у чемпіонатах
| Сезон   | Дивізіон | Місце  |
| ------- | -------- | ------ |
| 2001    | 1-ий     | 2-ге.  |
| 2009/10 | 1-ий     | 12-ий. |
| 2014    | 2-ий     | 7-ме   |